# Tuchółka
Tuchółka – osada w Polsce położona w województwie kujawsko-pomorskim, w powiecie tucholskim, w gminie Kęsowo w pobliżu wschodniego brzegu jeziora Tuchółka. Wieś należy do sołectwa Jeleńcz. Według Narodowego Spisu Powszechnego (III 2011 r.) liczyła 241 mieszkańców. Wraz z miejscowością Pamiętowo (obie zamieszkuje po 241 osób), są ósmą co do wielkości miejscowością gminy Kęsowo.
We wsi znajduje się dwór z 1895 roku, zbudowany dla Ottona Germana. Zachował się także budynek młyna. W 1942 roku okupanci niemieccy wprowadzili dla miejscowości nazwę Erlenhof. W latach 1975–1998 miejscowość administracyjnie należała do województwa bydgoskiego.